# Paul A. Mankin
Paul A. Mankin (* 11. Juli 1924 in Berlin) ist ein deutsch-amerikanischer Romanist und Hochschullehrer.

## Leben
Paul Alexander Mankiewitz emigrierte 1935 mit seinen jüdischen Eltern aus dem NS-Staat nach Italien und 1939 in die Vereinigten Staaten, wo er sich Mankin nannte. Er studierte an der University of California, Los Angeles und schloss 1959 mit dem Magistergrad ab. 1959 wurde er von der Yale University promoviert. Von 1960 bis 1963 war er Assistenzprofessor an der University of Illinois at Urbana-Champaign. Seine restliche Hochschullaufbahn verbrachte er ab 1963 am Department für Französisch und Italienisch der University of Massachusetts Amherst, zuerst als Associate Professor, von 1974 bis zu seiner Emeritierung als Full Professor.

## Veröffentlichungen (Auswahl)
- Precious irony. The theatre of Jean Giraudoux. Mouton, Den Haag 1971. (Bearbeitung der PhD-Arbeit Irony in the theatre of Jean Giraudoux)
- (Hrsg. mit Alex Szogyi) Anthologie d’humour français. Scott Foresman, Glennvient, Ill. 1971.
- Zahlreiche Rezensionen in der Zeitschrift Books Abroad. An international literary quarterly.